# Galvanoplasztika

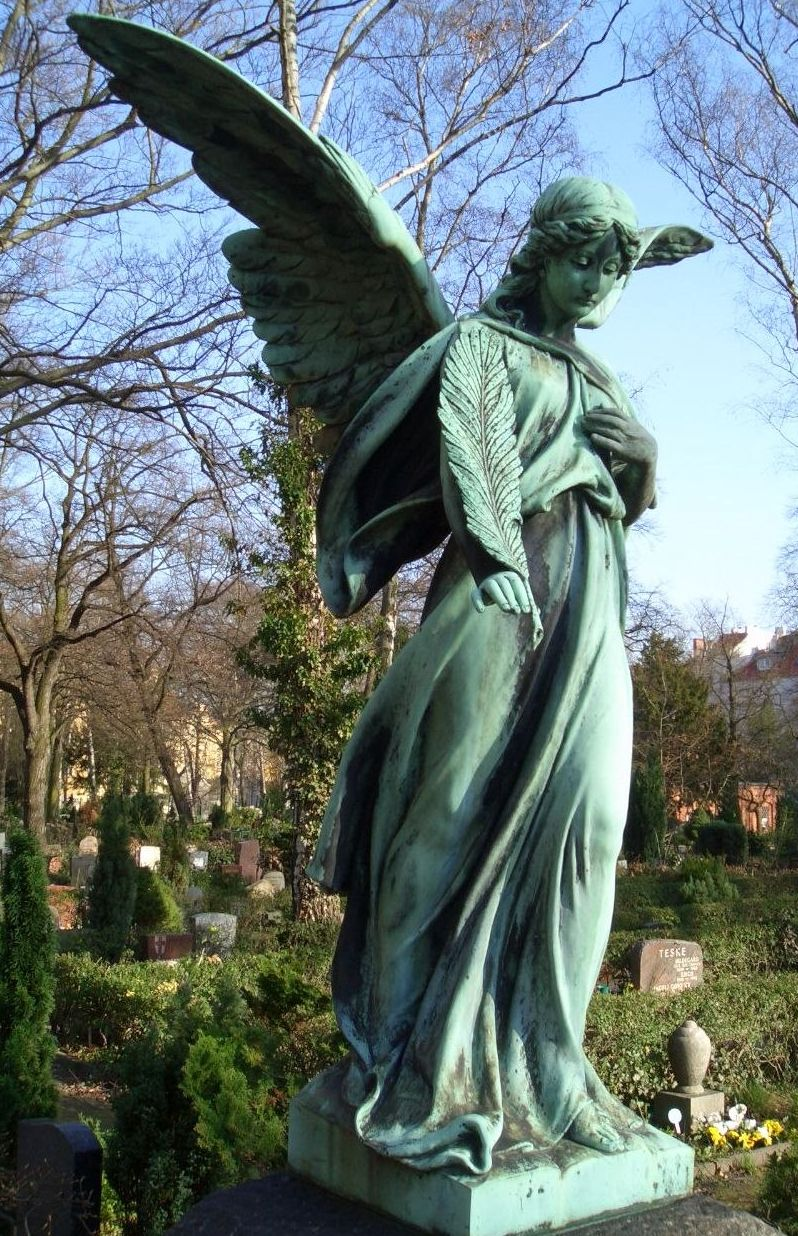
Raimund Liebhaber galvanoplasztikai eljárással készült szobra 1903-ból

Galvanoplasztika (vagy elektrotípia) célja, hogy elektrolízis alkalmazásával plasztikus tárgyakról másolatot készítsenek. Lényege, hogy a lemásolandó tárgy negatívját elektromosan vezetővé teszik, például egy gipszmintát grafittal kennek be, ezután egy (aránylag kis feszültségű) áramforrás negatív sarkával összekötve a felhasználandó fém sójának oldatából álló elektrolitba (legtöbbször rézgálicoldatba) függesztik, majd az áramforrás pozitív sarkát ebbe illesztik, végül a bevonó fémből készült lappal kötik össze. Bizonyos idő múlva a katódként szereplő minta megfelelően vastag fémréteggel vonódik be. Ezt a mintáról leválasztják, amely alkalmassá válik így a további felhasználásra. 
Napjainkban elsősorban a nyomdaiparban alkalmazzák klisék készítésére, másrészt nagy jelentősége van a restaurátori munkában kiegészítések, reprodukciók, rekonstrukciók készítése során. Feltalálása Moritz Hermann von Jacobi német származású fizikus, mérnök nevéhez fűződik (1838). Ezt követően elsősorban a nyomdászatban és művészeti alkotások készítésében nyer teret. A szobrászatban a 19. században a bronz szobrokkal párhuzamosan alkalmazzák. A nyomdászatban főként a magasnyomású technika alkalmazásához szükséges lemezek előállításában vált általános gyakorlattá. Magyarországon a 20. század első évtizedeiben jelenik meg. A postabélyegek gyártásában a mélynyomólemezek fordításához és sokszorosításához már 1871-től alkalmazta az Államnyomda.

## Feltalálása, elterjedése

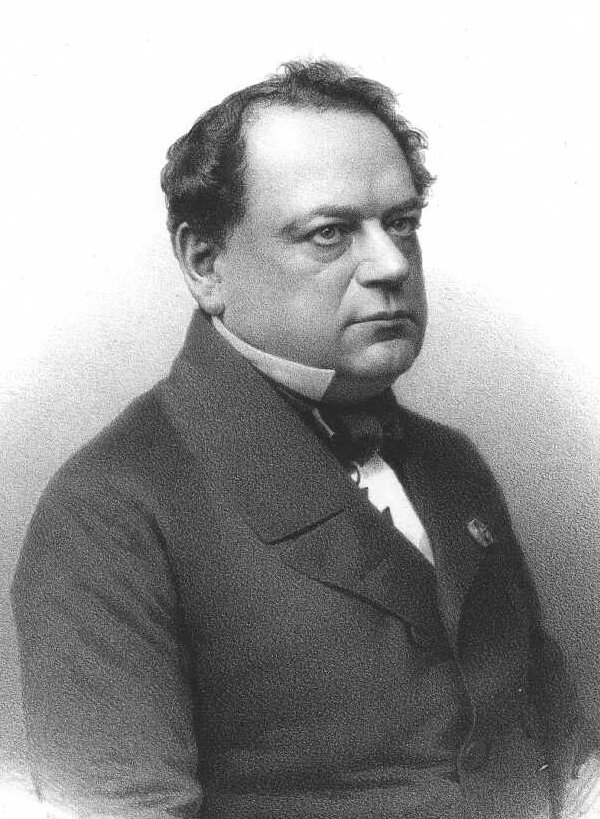
Az orosz fizikus, mérnök
Moritz Hermann von Jacobi portréja (1801-1874)

Moritz Hermann von Jacobi 1840-ben tárta nyilvánosság elé felfedezését "Galvanoplasztika, azaz olyan eljárás, melynek segítségével összefüggő, szilárd rézlemezekben, vagy más tetszés szerinti alakban, galvános úton, közvetlenül rézoldatokból állítható elő" című munkájában. Művében a felfedező azt írja, kutatásának célja eredetileg a galvánáramok erejének és állandóságának vizsgálata volt, amely eredménye végül a rézszemek kiválasztása lett. A kísérlet során alkalmazott rézhenger felületén látható kalapácsnyomok és a reszelőnek néhány finom nyoma a hengerről lefejtett rézleveleken tisztán látható maradt. Jacobi felfedezése véletlen volt tehát. A galvanoplasztika története tulajdonképpen három szakaszra osztható. Az első időszak azokat a kísérleteket öleli fel, melynek célja az volt, hogy valamilyen fémet oldatából más fém belemártásával kiválasszanak, abból kiindulva, hogy a dörzsölésből keletkező elektromos áramnak kémiailag bontó hatása van. A következő időszakban megjelenik a galvánáram alkalmazása. Végül, a harmadik időszakban a kísérletek célja az, hogy galvánáram segítségével valamely fémet oldatából válasszanak le úgy, hogy az az előre megadott mintának másolata legyen.
Feltalálását követően gyakorlati alkalmazása az iparban gyorsan megjelenik, folyamatosan tökéletesítik és próbálják minél tágabb területen alkalmazni. Nagy előrelépés volt, mikor Maraynak sikerült a nem vezető mintákat, formákat (fa, gipsz, enyv, viasz) vezetővé tenni azáltal, hogy a felületüket grafitporral kente be. Ezt követően gyorsan feltalálják a galvánezüstözést, galvánaranyozást, galvanoplasztikai nikkelezést. Fontos újítás volt a rézmetszetekhez szükséges rézlapoknak a galvanoplasztikai sokszorosítása, amely 1842-ben következett be. Az 1850-es évekre az ipar már annyira előrehaladt, hogy képesek voltak galvanoplasztikai úton tárgyakat bevonni antimonnal, arzénnal, ólommal, vassal, arannyal, kobalttal, rézzel, sárgarézzel, nikkellel, platinával, ezüsttel, cinkkel és ónnal.

## Technikai eljárás

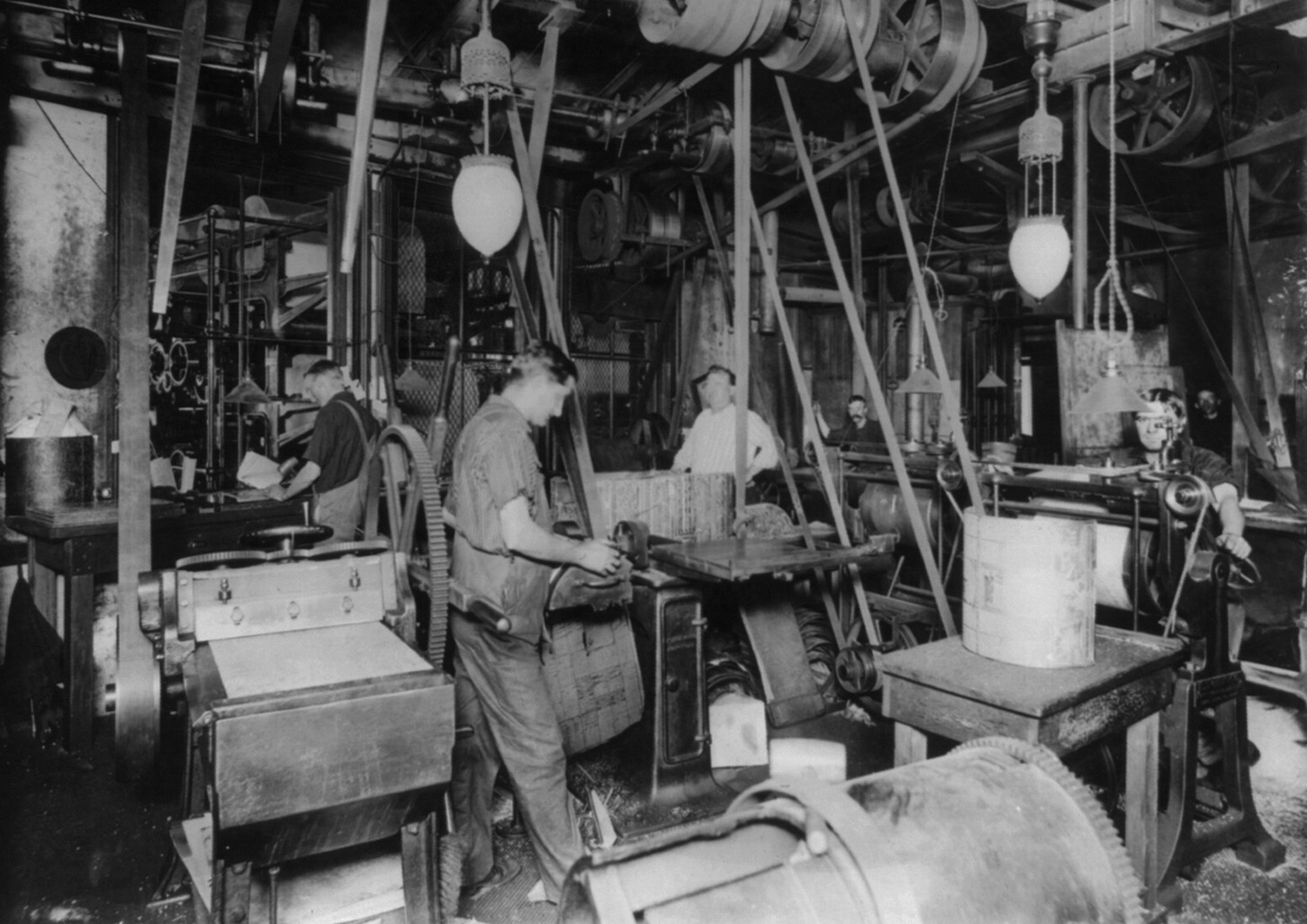
New York Herald nyomda galvanoplasztikai berendezése 1902-ben.

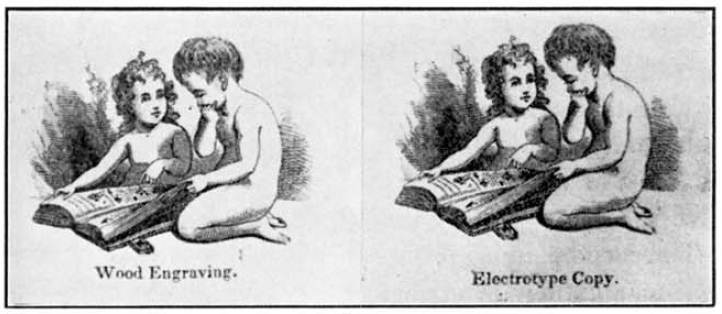
Fametszetet és galvanoplasztikai másolatot összehasonlító ábra

A Természettudományi Kislexikon (1971) így határozza meg a technikai eljárást: „A galvanoplasztika valamely tárgy felületét alakhűen visszaadó fémlemez készítése elektromos áram által elektrolitoldatból való fémleválasztással. A viaszból, műanyagból, fából stb. készült modell felületét finom grafitréteggel beszórva, azt elektromosan vezetővé teszik, és megfelelő elektrolit (pl. rézsó) oldatában elektrolízissel fémet választanak ki a felületen. Az így létrehozott fémréteg a modellről leválasztva, annak pontos másolatát adja.” Hétköznapi szóhasználatban gyakran nem tesznek különbséget a galvanizálás és a galvanoplasztika között. Bár ugyanaz az elv, mégis másról van szó: a galvanizálás felületi bevonat képzése, a galvanoplasztika háromdimenziós fémtárgy kialakítása.

### Galvanoplasztika a nyomtatásban
A galvanoplasztika feltalálását követően néhány év múlva többen dolgoztak azon, hogy ez az eljárás a nyomdászatban is alkalmazható legyen. Jelentősége nyomdászat terén nagy, mivel nyomtatólemeznek pontos mása készíthető a galvanoplasztika útján, így a fa- és rézmetszeteket pótolták vele, hogy az eredeti dúc vagy lemez a nyomtatás következtében ne menjen tönkre. Ez a pótló galvanoplasztikai eljárás a galvanotípia néven ismert. Egy másik, szintén fontos galvanoplasztikai munka az, amikor cinkkliséket vékony vörösréz- illetve nikkelréteggel futtattak be, így a klisék nyomásbírása nőtt. E művelet neve galvanosztégia. A papír minőségétől függően tíz-húszezer nyomás után a betűk úgy elkoptak, deformálódtak, hogy elfogadható nyomtatvány róluk már nem készülhetett. Ezeket a betűket már nem lehetett visszaosztani, helyettük új betűket kellett vásárolni. A rezezett betűk azonban négy-ötször annyi nyomást bírtak ki. A galvanosztégia még a magasnyomtatás megszűnése előtt úgy elévült, hogy igazából gyökeret sem tudott ereszteni, kivéve a klisék felületkezelésénél. Elterjedésének legfőbb akadálya, hogy az újraöntés során a rezezett betűk szennyezetté váltak még akkor is, ha a rézdarabokat eltávolították. Másrészt a betűfémek tisztítása hosszadalmas és drága folyamat, jobban megérte papíralapú matricát (sztereotípmatrica) készíteni a szedésről.
A müncheni Franz von Kobell által 1842 körül föltalált galvanográfia alkalmazásával igen szép mélynyomtatásos képeket készítettek. Az eljárás lényege a következő: ezüstözött rézlemezre sötét festékkel (okker és lenolaj keverékével) ráfestik a sokszorosításra szánt kép pozitív mását, s mikor ez megszáradt, begrafitozzák; ezután a lemezt befüggesztik a galvános rézfürdő katód- (negatív) sarkára, s bekapcsolják az áramkört. Mikor lemezre már elég réz rakódott le, kiveszik a fürdőből, s óvatosan leválasztva róla a  vörösréz-réteget, ezt ólommal aláöntik. A másolat mélyebb részei az ezüstös lap festékkel bevont, a kiemelkedők pedig a festetlen felületeinek felelnek meg. A másolatos lemezről mélynyomtató sajtón pár száz levonat készíthető. A galvanoglífia abból áll, hogy valamely mélynyomtatásos vésetet hengerrel befestékeznek, de úgy, hogy a mélyedésekbe ne jusson festék. Közbeeső megszáradásuk után a befestékezést nyolcszor-tízszer is megismétlik, vagyis mindaddig, amíg a rajz eléggé nem mély ahhoz, hogy könyvnyomtató sajtón sokszorosítható galvanoplasztikai reprodukció készüljön. A 20. század elejére a legnagyobb magyar nyomdák már rendelkeztek galvanoplasztikai berendezéssel, például Emich Gusztáv tulajdonában is volt.

### Galvanoplasztika a művészetben

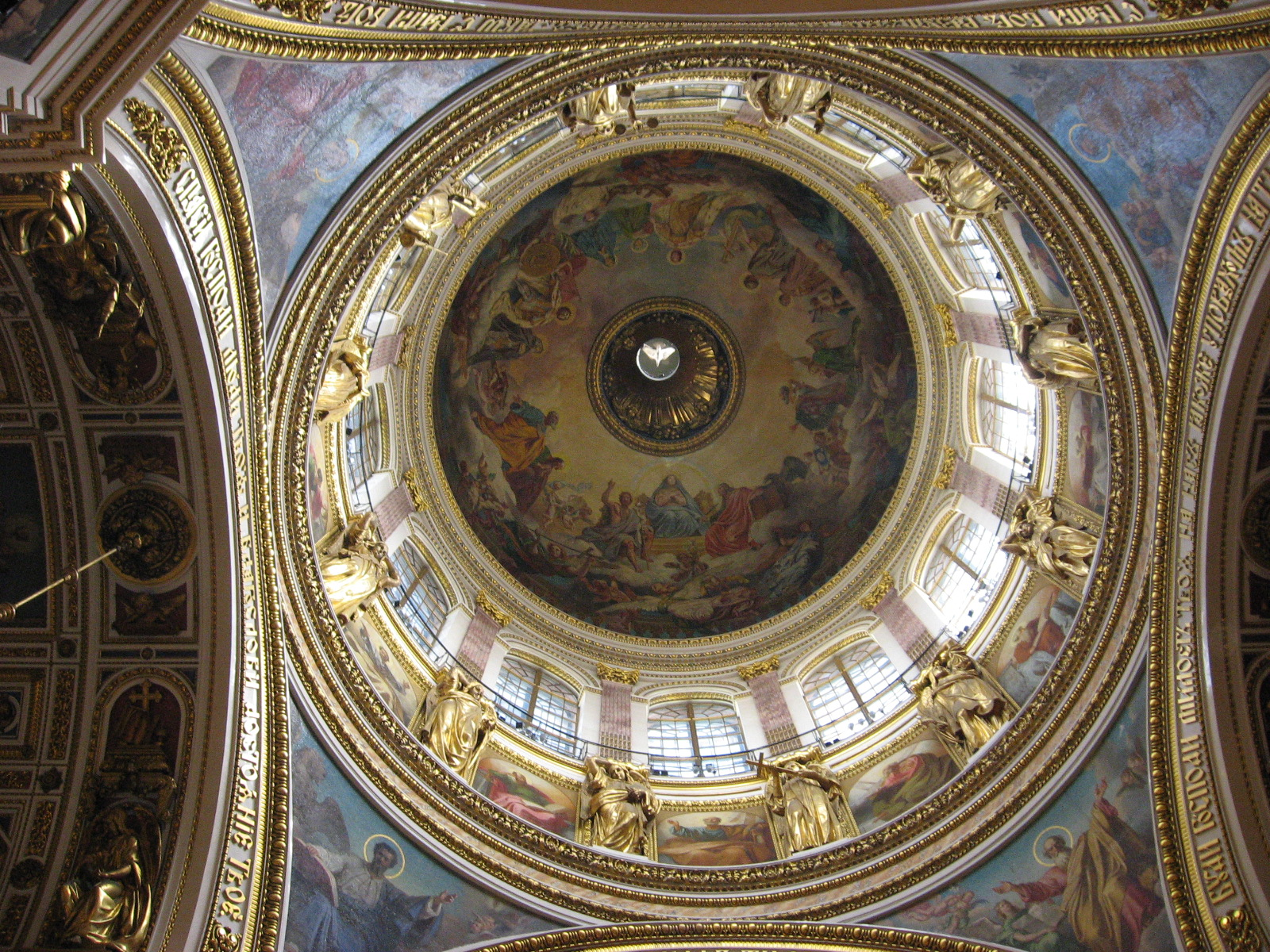
Szent Izsák-székesegyház kupoláját díszítő angyalok, Joseph Herrmann alkotása (1858)

A 19. században kezdték alkalmazni az eljárást a szobrászatban, ugyanis a bronz öntvényeknél lényegesen olcsóbb. Ezeket a szobrokat galvanoplasztikai bronznak nevezték, holott ténylegesen rézből készültek. Az egyik legjelentősebb alkotás a korból Joseph Herrmann tizenkét angyalt ábrázoló szoborcsoportja, amely az szentpétervári Szent Izsák-székesegyház kupoláját díszíti. A német Abteilung für Galvanoplastic vállalat, illetve az angol Elkington & Co. volt Európában a legjelentősebb, amely galvanoplasztikai szobrokat készített.
Másrészt jellemző volt értékes tárgyak (többnyire antik érmék) reprodukálása, gyakran az így készült példány tartósabb volt, mint a törékeny eredeti. A 19. században gyakori, hogy a múzeumok az eredeti antik érmék helyett a galvanoplasztikai másolatot állítják ki. 1920-ra az angliai Victoria and Albert Museum birtokában közel 1000 darab utánzat volt, amelyek Európa legnagyobb múzeumaiból származtak.

### Galvanoplasztika a restaurátori gyakorlatban
A galvanoplasztikát már a 19. század második felében alkalmazták a múzeumi munkában. Az Iparművészeti Múzeumban galvanoplasztikai műterem is működött, ahol számos magas színvonalú rekonstrukció készült. Az eljárás ma a restaurátori gyakorlatban is szerepet kap kulturális örökségvédelem tekintetében. Elsősorban másolatkészítésre, hiánypótlásra alkalmazzák, hiszen a módszer nem okoz károkat a műtárgyban.